# Niño cambiado

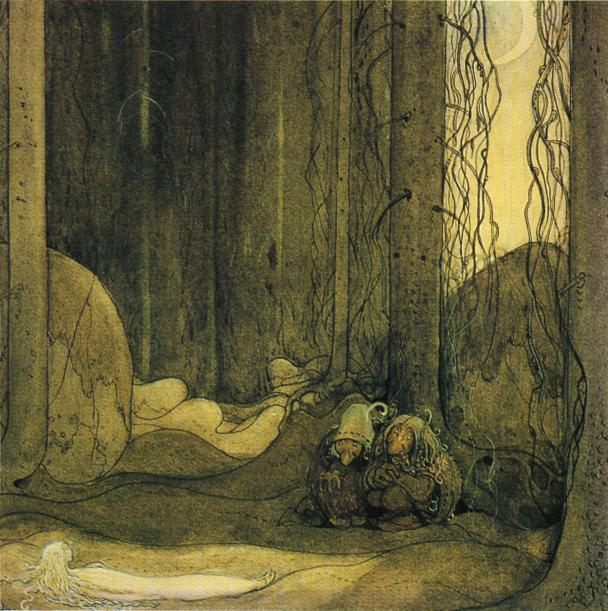
Troles con el niño cambiado que han criado, John Bauer, 1913.

En diversas leyendas y creencias populares europeas, un niño cambiado es el hijo de un hada, xana, trol, elfo u otra criatura fantástica, dejado secretamente en el lugar de un niño robado. La supuesta motivación para este cambio varía entre el deseo de tener un sirviente humano, el amor hacia los niños o la simple malicia.
La realidad que se esconde tras muchas de estas leyendas es el nacimiento de niños deformes o con discapacidad intelectual. En la antigüedad, la gente creía que una criatura sobrenatural había cambiado a estos niños antes de que los padres hubieran tenido tiempo de bautizarlos. Incluso en Irlanda, la explicación a la zurdera era la del niño cambiado.

## Historia
El tema del niño cambiado aparece ya en el Satiricón de Petronio, uno de cuyos personajes (Trimalción) narra la siguiente historia de terror:

—También yo os voy a contar algo espeluznante: ¡un asno en el tejado! Cuando todavía llevaba el pelo largo (pues desde niño he llevado una vida de Quío) falleció un día el esclavo favorito de nuestro patrón, una perla, por Hércules, mimoso y cumplido en todo. Mientras su pobre madre lo estaba llorando y muchos de nosotros la acompañábamos en el velatorio, de repente la emprendieron con él las Estriges. Se diría que un perro perseguía una liebre.

Teníamos a la sazón un hombre de Capadocia, grande, que era bastante atrevidillo y tenía fuerza: era capaz de alzar en vilo un buey furioso. Entonces éste, audaz, con la espada desenvainada salió corriendo por la puerta, su izquierda cuidadosamente envuelta, y atravesó por la mitad a una de estas mujeres, más o menos por esta parte (¡salvo me sea lo que toco!). Oímos un gemido y (no voy a mentir) no pudimos verlas. Nuestro fortachón, apenas entró, se echó a la cama, y todo el cuerpo lo tenía amoratado, como herido a latigazos, porque (no cabía duda) lo había tocado una mano nefasta.

Nosotros cerramos la puerta y regresamos a nuestra tarea, pero cuando la madre fue a abrazar el cuerpo de su hijo, toca y ve un fantoche relleno de paja: no tenía corazón ni intestinos ni nada; las Estriges, en efecto, ya habían escamoteado al niño y habían dejado en su lugar un monigote de paja. Os lo ruego, es preciso que creáis que hay mujeres que saben más de la cuenta, que hay Nocturnas, y lo que está boca arriba lo vuelven boca abajo. En fin, el fortachón tras este suceso no recobró nunca más el color; es más, a los pocos días murió en pleno delirio.

En Escandinavia los padres solían poner un par de tijeras o un cuchillo sobre la cuna de un bebé no bautizado, dado que se creía que la mayoría de los seres del folclore escandinavo tenían miedo al acero. Si a pesar de todo el cambio ocurría, las creencias populares aconsejaban tomar medidas mucho más drásticas. Una tradición, que en la actualidad es bastante horrenda, era que la madre humana podía obligar a la madre trol a devolver al niño si el niño trol era tratado con crueldad. Así, había métodos tales como flagelar al presunto niño cambiado, tirarlo a un montón de basura, e incluso meterlo en un horno caliente. En al menos una ocasión una mujer fue juzgada por haber matado a su hijo en un horno.
En ciertas leyendas es posible detectar al niño cambiado porque este, aunque tiene apariencia infantil, es en realidad una criatura centenaria. Cuando se les descubría a tiempo, los elfos tenían que llevárselo de vuelta. Los cuentos de los hermanos Grimm relatan cómo una mujer que sospechaba que su hijo había sido cambiado empezó a preparar cerveza en la cáscara de una bellota. El niño cambiado exclamó: «Aunque soy tan viejo como un roble del bosque, nunca he visto preparar cerveza en una bellota» y desapareció. A lo largo de las leyendas europeas se encuentra otra variante de esta estratagema: la madre pone a hervir al fuego cáscaras de huevo, y el supuesto bebé, sorprendido, se delata diciendo «Cien años va que nací, y nunca tantos pucheros vi» (versión asturiana), o «He visto la primera bellota anterior al roble, ¡pero jamás había visto cocer en cáscaras de huevo!» (versión británica).
En un cuento sueco, el niño trol crece en una granja mientras el niño crece entre los troles. Todo el mundo aconseja a la madre humana que maltrate al niño cambiado para que los troles vuelvan a cambiarlo otra vez. Sin embargo, la mujer rehúsa tratar al inocente pero inadaptado niño trol cruelmente y se empeña en tratarlo como si fuera su propio hijo. Al final, su marido intenta quemar al joven trol, pero la mujer lo rescata, así que el hombre se lo lleva a dar un paseo para matarlo en el bosque. De alguna forma se arrepiente de su decisión y perdona la vida del trol. De repente, su propio hijo regresa y cuenta a su padre que su amabilidad rompió el hechizo y le liberó. La moraleja es que cada vez que alguien intenta ser cruel con el trol, la madre trol tratará al niño de la misma forma.
En otro cuento sueco (como se muestra en la imagen), una princesa es secuestrada por troles y reemplazada por su propia hija (bastante en contra de los deseos de la madre trol). Las niñas cambiadas crecen con sus nuevos padres, y ambas se convierten en hermosas jóvenes, pero encuentran difícil adaptarse. La chica humana está disgustada con su futuro prometido, un príncipe trol, mientras que la chica trol está aburrida como una ostra con su vida y su aburrido futuro novio humano. Por casualidad ambas se pierden en el bosque enfadadas con las circunstancias de sus vidas, y se cruzan sin darse cuenta. La chica humana llega al castillo, donde la reina inmediatamente la reconoce, y la chica trol encuentra a una mujer trol que maldice a gritos mientras trabaja. La chica trol se ríe, pues la mujer trol es mucho más divertida que cualquier otra persona que haya visto, y su madre ve feliz cómo su verdadera hija ha regresado. Ambas se casan el mismo día.
Las leyendas sobre niños cambiados abundan también en el folclore asturiano, en el que se atribuye con frecuencia a las xanas o injanas, criaturas feéricas hermosas pero no siempre benévolas, el cambio de bebés humanos por xanines, para que una madre humana bautice y amamante a sus criaturas. El folclorista Aurelio del Llano recoge, entre otras, esta leyenda: 

Una mujer de Vidiago, concejo de Llanes, estaba sallando [limpiando de malas hierbas] maíz junto a la cueva de Santa Marina. Y a la orilla de la finca donde sallaba, tenía un niño acostado en una macona [cesto grande] a la sombra de un cerezo. Cuando anocheció, la mujer cogió la macona con el niño, la puso encima de la cabeza y se dirigió hacia su casa. Pero antes de llegar a ella se dio cuenta de que le habían cambiado el hijo. Entonces fue a la cueva de Santa Marina y dijo:
—Injana mora, dame el mió críu y toma el tuyu.
La injana contestó:
—Tráelo acá, mala mujer, no te lo di para que me lo criaras, dítelo para que me lo bautizaras.

## Adaptaciones literarias
- El modelo de Pickman, de H. P. Lovecraft, trata sobre horrendas criaturas subterráneas que reemplazan bebés humanos por sus crías.
- The Changeling, de Roger Zelazny (1980), relata las aventuras de dos niños cambiados, inadaptados en sus respectivos mundos nuevos.
- Changeling: El Ensueño es un juego de la serie de juegos de rol de White Wolf Game Studio «World of Darkness» que hace hincapié en la belleza y el azar. Está basado en relatos y tradiciones de diversas culturas del mundo.
- Changeling: Los Perdidos: Segunda edición del juego de la serie de juegos de rol de White Wolf Game Studio «World of Darkness».
- La espada rota, Poul Anderson (1954).
- Hellboy: the Corpse, Iron Shoes, and Baba Yaga, Mike Mignola (1997).
- Tierra de Magia, de Amanda Hocking, es una trilogía literaria juvenil sobre changelings y troles.

## Adaptaciones cinematográficas y series
- En la película Hellboy (2019), de Mike Mignola, Hellboy narra un caso donde una pareja le llama porque sospechan que su hija Alice no es la misma y que fue cambiada, hecho que Hellboy confirma al acercarse a la pequeña que está en su cuna y le coloca una herradura, provocando que la bebé se transforme en su verdadera forma (un hijo de hada) y este huye, en tanto Hellboy le amenaza que devuelvan a la bebé o el irá y les aniquilará; momentos más tarde llaman a la puerta y en el suelo está la bebé verdadera y se mira a un hada escabullirse lejos entre el edificio.
- En la película The Other (1972), de Robert Mulligan, un niño perturbado se inspira en un cuento tradicional sobre niños cambiados para robar de su cuna a un bebé, dejando en su lugar a un muñeco.
- En la película Border también se menciona esta leyenda.
- En la serie de televisión canadiense Qué Raro, un capítulo de la tercera temporada trata sobre los niños cambiados.
- La película de 2008 Changeling, cuyo título corresponde justamente al término en inglés, trata sobre una historia real de dos supuestos niños cambiados.
- En la serie de televisión británica Merlín, en el capítulo 6 de la tercera temporada trata sobre una princesa que es cambiada por un sídhe (una criatura mitológica parecida a un hada), sin que nadie se diera cuenta.
- En la serie de televisión estadounidense Supernatural, un capítulo de la tercera temporada muestra a los hermanos protagonistas Sam y Dean Winchester encontrándose con "niños cambiados", que tomaron el lugar de niños secuestrados.
- En la serie Outlander, en el capítulo 10 de la primera temporada, el personaje de Claire se encuentra a un "niño cambiado" que ha sido abandonado por sus padres humanos en un bosque esperando que las hadas regresen por él y les devuelvan a su hijo humano.
- Al final de la temporada 2 de la serie animada Hilda hasta el resto de la película que siguió después la protagonista es cambiada por una trol y la trol toma su lugar en el pueblo humano de Trollberg.